# Ilhuícatl-Tetlalíloc

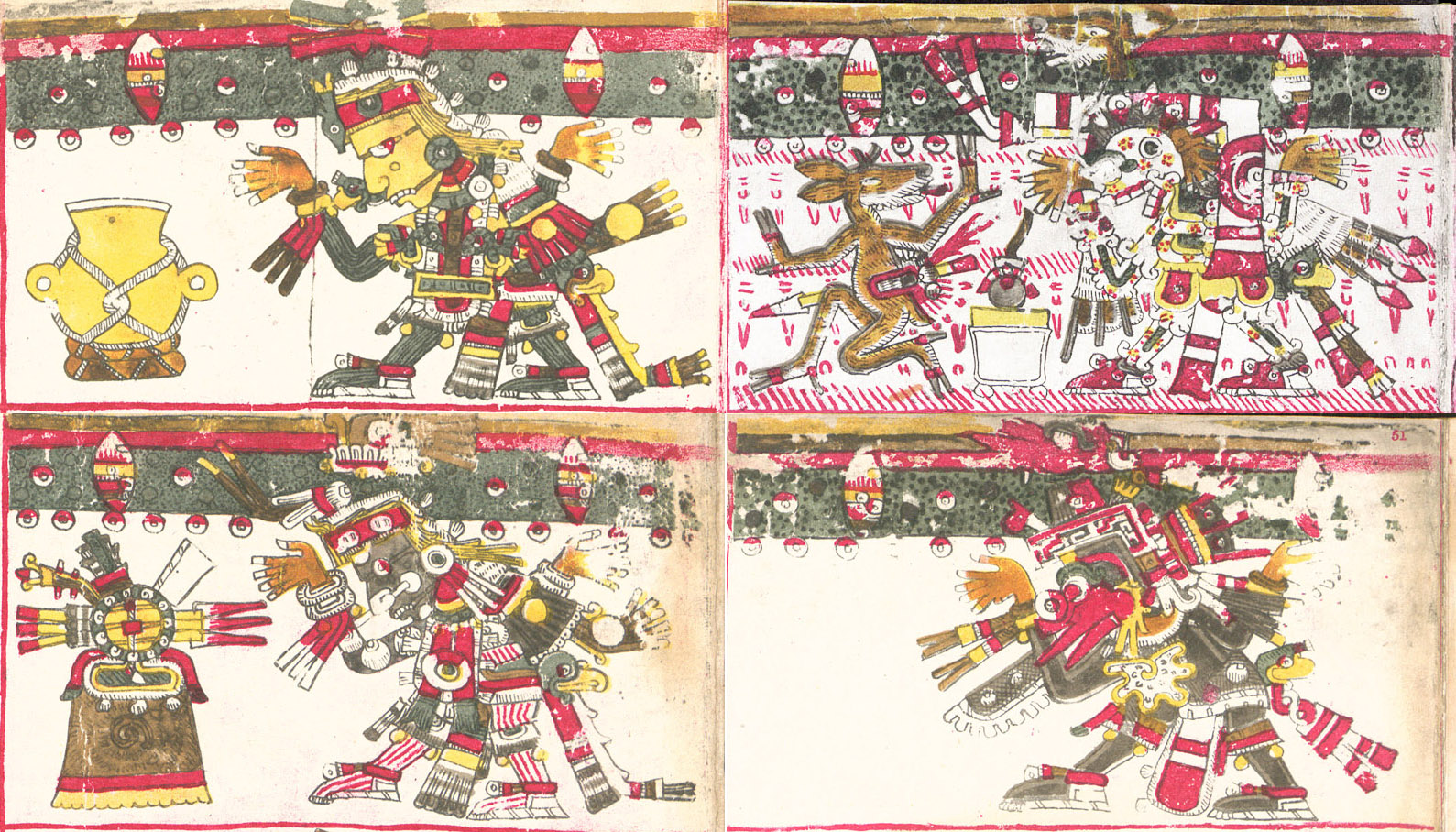
Los cuatro puntos cardinales o reinos del universo horizontal descritos en el Códice Borgia según la Cosmogonía mexica.

Ilhuícatl-Tetlalíloc (del náhuatl: ilhuicatl-tetlaliloc ‘el cielo donde (está) el espacio’‘ilhuicatl, cielo; tetlaliloc, espacio’) en la mitología mexica es el segundo estrato celeste del universo vertical según la Cosmogonía mexica, es el sitio donde se mueven las estrellas, lugar donde se trasladan las constelaciones y gobernado por la pareja celeste Citlalicue, diosa de las estrellas hembras (creadora de la Vía Láctea) y Citlaltonac, dios de las estrellas varones; entre sus moradores estaban las estrellas septentrionales, Centzon Mimixcoa y las estrellas meridionales, Centzon Huitznáhuac.
- Citlaxonecuilli, véase Osa Mayor.
- Citlaltlachtli, véase Orión.
- Citlalcólotl, véase Escorpión.
- Citlalozomahtli, véase Cefeo, Osa Menor y Dragón.
- Citlalmiquiztli, véase Sagitario y Corona Australis.
- Citlalhuitzitzilin, véase Columba y Lepus.
- Citlalmazatl, véase Eridanus y Fornax.
- Citlaltlachtli, véase Géminis.
- Citlalolli, véase Leo.
- Citlalcuetzpalli, véase Andrómeda y Pegaso.
- Citlaltécpatl, véase Piscis Austrinus y Grulla.
- Citlalxonecuilli, véase Auriga y Perseo.
- Tianquiztli, véase Pléyades.